# John Macqueen Cowan
John Macqueen Cowan, född i april 1892, död 1960,  var en skotsk botaniker.
Auktorsnamnet Cowan kan användas för John Macqueen Cowan i samband med ett vetenskapligt namn inom botaniken; se Wikipediaartiklar som länkar till auktorsnamnet.